# 图像修复

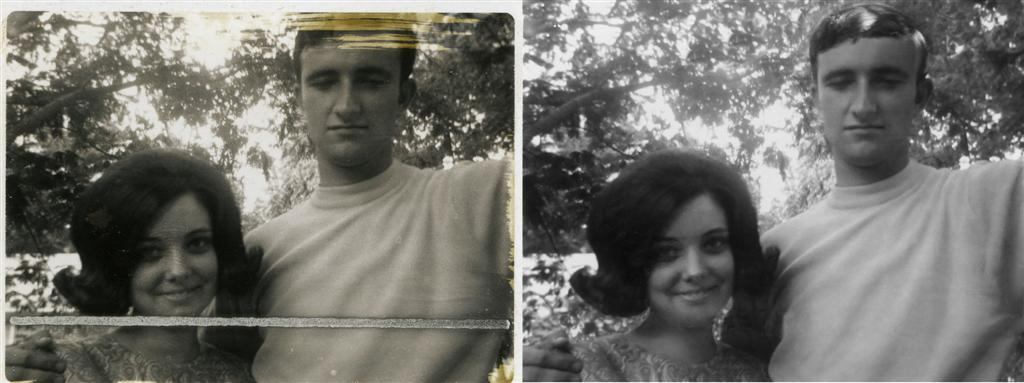
原始图像和修复后的图像。

图像修复（英語：Inpainting）指重建的图像和影片中丢失或损坏的部分的过程。例如在博物馆中，这项工作常由经验丰富的博物馆管理员或者艺术品修复师来进行。数码世界中，图像修复又称图像插值或影片插值，指利用复杂的算法来替换已丢失、损坏的图像数据，主要替换一些小区域和瑕疵。

## 应用
图像修复技术有许多目标和应用。
摄影和电影业中，使用这一技术来修复电影、还原变质恶化的胶片。同时，还可用来消除红眼、照片上的日期、水印等等，甚至还可以实现某些特效。
数字图像的编码和传输过程中也能使用图像修复技术替换丢失的数据。

## 方法
顾名思义，图像修复技术源自对图片的修补过程，传统上，这一工作应由专业的修复师完成。这项工作的方法论大致如下：
- 如何填补缺口主要由图片全局情况决定，图像修复的目的是维持原图整体的和谐统一。
- 要把缺口四周原有的结构延续到缺口内部。
- 缺口内部可以被四周结构的延伸划分为若干区域，每个区域填充与四周边界相似的颜色。
- 重新绘制缺口内的细节，即匹配纹理。

### 自动化处理
随着数码相机的普及和老照片的数字化，针对数字图像的图像修复也逐步向自动化发展，从原先针对划痕、污点等的修复发展出了对图像、影片中文字、物体等的移除。